# Ramon Llàtzer de Dou i de Bassols
Ramon Llàtzer de Dou et de Bassols, né à Barcelone le 11 février 1742 et mort à Cervera le 14 décembre 1832, est un juriste, religieux et politicien catalan du XVIIIe siècle. Son portrait est exposé dans la Galerie de Catalans Illustres de la Mairie de Barcelone.

## Biographie
Il est élu député provincial pour la Catalogne au Parlement de Cadix où a été nommé le premier président du Parlement lors de la séance inaugurale célébrée à Cadix, sur l'île de León, le 24 septembre 1810, en obtenant cinquante voix face aux quarante-cinq dévolus à Benito Hermida, le précédent président provisoire. En 1813, il sera en plus député du clergé de la province de Tarragone.
Il a étudié au collège de Cordelles, puis fait son droit à l'université de Cervera, où il fut disciple de Josep Finestres. En 1770, il a obtenu une chaire à Cervera. Il est reçu docteur en droit civil en 1775 et en droit canon en 1777. En 1776 il obtient le bénéfice de l'église de Sainte Marie de la Mer de Barcelone, mais il revient à l'université de Cervera.
Il est ordonné prêtre en 1795 et il a publié plusieurs œuvres, dont la plus intéressante est : Instituciones du derecho público général d'España, con noticia del particular de Cataluña y de las principales reglas de gobierno en cualquier estado (achevée en 1793 et publiée vers 1800). Elle est considérée comme la meilleure synthèse de droit public positif de l'Ancien Régime où il est fait un bilan systématique des droits catalans qui n'avaient pas été supprimés par les Décrets de Nueva Planta. Il discutera avec Antonio Alcalá Galiano sur la contribution économique de la Catalogne à l’Espagne et la spoliation fiscale en affirmant que la Catalogne avait contribué plus que la Castille, proportionnellement à sa population. Il se montre partisan du bail emphytéotique et a diffusé en Espagne les idées d'Adam Smith.
En 1805 il est nommé chancelier de l'université de Cervera, poste qu'il a conservé jusqu'à sa mort. En 1820 il est nommé porte-parole de la commission (Junta) créée à Barcelone pour proposer au Roi des mesures pour assurer la tranquillité en Catalogne. Après l'invasion des Cent Mille Fils de Saint Louis, Dou a subi une enquête par Décret royal en 1824, mais fut finalement relaxé.
Réformiste, de pensée modérément conservatrice, il a voté la souveraineté nationale et il a signé la Constitution espagnole de 1812. De même, il est intervenu dans les débats sur l'abolition de la torture, la liberté de la presse, l'organisation des provinces, la réforme de l'Exploitation agricole et la réglementation du Conseil de Régence. Il s'est déclaré partisan enthousiaste de la contribution directe unique, projetée déjà par le Marquis de la Ensenada, ainsi que la suppression des rentes provinciales et conservation de leurs douanes et autres monopoles. Après l'abrogation de la Constitution, il s'est consacré au gouvernement de l'Université, en continuant avec ses études économiques 
Il a connu une importante renommée à son l'époque, au point que quand le pape Grégoire XVI a décidé supprimer le poste de chancelier aux universités espagnoles, il a accepté d'en exclure l'Université de Cervera, dans laquelle il était chancelier. En religion on le considérait défenseur des jésuites.
Son portrait fait partie de la Galerie de Catalans Illustres à la mairie de Barcelone.
Sa phrase est restée célèbre : « A Cataluña se la trata como provincia conquistada » (« La Catalogne est traitée comme une terre conquise »)

## Publications
- D. Raymundi Lazari de Dou te Bassols De dominio maris oratio: habita ad cervarienses academicos in petitione jures civilis doctoratus, Cervariae Lacetanorum, typis Academicis, 1765. Disponible sur  :Catalogue des bibliothèques de l'UB
- D. Raymundi Lazari de Dou te Bassols De tribuendo cultu SS Martyrum reliquiis in Vigilantium te recentiores haereticos oratio  : habita ad Cervarienses academicos in petitione canonici iuris licentiae prid. id.. Iun. ann MDCCLXVII: accesit praevia de Vigilantii patria, vita & haeresibus dissertatio, Cervariae Lacetanorum, typis Academicis, 1767. Disponible sur : Catalogue des bibliothèques de l'UB
- Inscriptiones Romanae: in Catalavnia repertae mis vvlgatam syllogen D.D. Iosephi Fenêtres te de Monsalvo, Cervariae Lacetanorum, typis Academicis, 1769. Disponible sur:  Catalogue des bibliothèques de l'UB
- Finestresius vindicatus / à don Raymundo Lazaro de Dou te de Bassóls: adversus clarissimum virum Henricum Florezium, Barcinone, typis Francisci Suriá et Burgada, 1772. Disponible sur : Catalogue des bibliothèques de l'UB
- In fvnebre D. Iosephi de Fenêtres te de Monsalvo: oratio habita ad senatvm academicvm XVII Kal Ian An. MDCCLXXVIII, Cervariae Lacetanorum, typis Academicis, 1778. Disponible sur : Catalogue des bibliothèques de l'UB
- Instituciones del derecho público general de España, con noticia del particular de Cataluña y de las principales reglas de gobierno en cualquier estado, Madrid, imprimerie de don Benito García y compañía, 1800-1803. Disponible sur : Catalogue des bibliothèques de l'UB
- Dictamen de las comisiones encargadas de informar a las Cortes sobre el restablecimiento y reforma de las casas religiosas, Cadix (réimpression Palma), éd. Brusi, 1813. Disponible sur : Catalogue des bibliothèques de l'UB
- La Riqueza de las naciones: nuevamente explicada con la doctrina de su mismo investigador, Cervera, éditions de la Pont. y Real Universidad, 1817. Disponible sur : Catalogue des bibliothèques de l'UB
- Equivalencia del catastro de Cataluña con las rentas provinciales de Castilla, Cervera, Imprenta Nacional de la Universidad, 1822. Disponible sur : Catalogue de l'UB
- Gratulationes oratoriae in petitionibus docturae: habitae ad Academiam Cervariensem ab eiusdem gymnasiarcha Raimundo Lázaro de Dou quum professoris munere fungeretur. Disponible sur : Catalogue des bibliothèques de l'UB
- Conciliacion económica y legal de pareceres opuestos en cuanto a laudemios y derechos enfiteuticos, Cervera, por José Casanovas impresor, 1829. Disponible sur : Catalogue des bibliothèques de l'UB
- Instituciones del derecho público general de España, con noticia del particular de Cataluña y de las principales reglas de gobierno en cualquier estado, Barcelone, Banchs, 1975. Disponible sur : Catalogue des bibliothèques de l'UB

## Fonds personnel
L'ensemble des papiers qui forment le fonds épistolaire de Ramon Llàtzer de Dou et de Bassols sera intégré aux Archives historiques de la ville de Barcelone, peut-être au début du XXe siècle . Ce petit fonds est composé par un ensemble de courriers rédigés par quatre émetteurs et reçus par Ramon Llàtzer de Dou i de Bassols En général, la langue employée dans les documents est l'espagnol. Le total de lettres qui composent cette correspondance est de 267 et son extension chronologique va de 1764 à 1832.